# Рейнгольд Нібур
Карл Поль Рейнгольд Нібур (англ. Carl Paul Reinhold Niebuhr; 21 червня 1892, Райт-Сіті, Воррен, Міссурі, США — 1 червня 1971, Стокбридж, Беркшир, Массачусетс, США) — американський теолог німецького походження, політичний філософ, церковний пастор, критик. Один із засновників діалектичної теології. Автор концепції християнського реалізму. 
Нібур - це один із засновників Американського демократичного руху та Міжнародного комітету порятунку, також проводив час в Інституті перспективних досліджень у Прінстоні. Він був братом також відомого богослова - Хельмута Річарда Нібура.

## Біографія
Нібур народився в Райт-Сіті, штат Міссурі. Син німецьких іммігрантів - Густава Нібура та його дружини Лідії. Його батько був німецьким пастором (його найменування було американське відділення, встановленого прусською церквою Союзу в Німеччині). Вона є частиною Об'єднаної церкви Христа. 
В родині говорили німецькою мовою. Його брат Х. Річард Нібур також став відомим теологічним етиком, його сестра Халда Нібар стала професором богослов'я в Чикаго. Сім'я Нібура переїхала в Лінкольн, штат Іллінойс, у 1902 році, коли Густав Нібур став пастором церкви Святого Іоанна Німецького Євангелічного Синоду в м. Лінкольн. Рейнгольд Нібур служив пастором у церкві в період з квітня по вересень 1913 року, тимчасовим міністром Сент-Джонса після смерті його батька.
Карл Нібур навчався у коледжі в штаті Іллінойс, який закінчив в 1910 році. Він навчався в Теологічній семінарії в Уебстер Гровс, штат Міссурі, де, за його власним визнанням, був глибоко під впливом Самуеля Д. Yale Divinity School, де він отримав ступінь бакалавра богослов'я (1914р) та ступінь магістра мистецтв в (1915р). Він не продовжив докторантуру, про що завжди шкодував. Він сказав, що Yale дала йому інтелектуальне звільнення від місництва його німецько-американського виховання.

### Одруження та сім'я
У 1931 році Нібур одружився з Урсулою Кеппел-Комптон. Вона була членом Церкви Англії і здобула освіту в Оксфордському університеті на факультеті теології та історії. Вона зустріла Нібура під час навчання, здобуваючи ступінь магістра в Об'єднаній Духовній Семінарії. Протягом багатьох років, вона була на факультеті в коледжі Барнарда (жіночий коледж Колумбійського університету), де вона допомогла заснувати, а потім очолила відділ релігієзнавства. 
Подружжя мало двоє дітей, Крістофер Нібур і Елізабет Нібур Сіфтон. 
Урсула Нібур - співавтор деяких більш пізніх робіт її чоловіка, що підтверджується професійними роботами в Бібліотеці Конгресу.

### Детройт
У 1915 році, Нібур був освяченим пастором. Німецька євангелічна місія послала його служити в Євангелічну церкву в Детройті, штат Мічиган. Паство налічувало шістдесят шість чоловік по прибуттю і виросло майже до 700 на той час, коли він покинув церкву в 1928 році. Збільшення людей відображає їх здатність досягати та виходити за межі німецької громади Америки і серед зростаючого населення привертало на роботу в розвиток автомобільної промисловості. На початку 1900-х років Детройт став четвертим за величиною містом в країні, залучаючи багато чорних і білих переселенців із сільської місцевості півдня, а також єврейські і католицькі етніки зі східної та південної Європи. Вони боролися за робочі місця і обмежене житло, а також швидкі зміни в місті і зростання соціальної напруженості, яке сприяло зростанню числа членів Ку-клукс-клан в місті, який досяг свого піку в 1925 році, і до Чорного Легіону. Під час виборчої кампанії міста в тому році, в якому Клан публічно підтримав кілька кандидатів, в тому числі на пост мера, Нібур виступив публічно проти Клану своєї пастви, описуючи їх як «один з найгірших конкретних соціальних явищ, які релігійна гордість народу, коли-небудь розробила». Тільки один з кількох їхніх кандидатів отримали місце в міській раді, і Чарльз Боулз, кандидат на пост мера, зазнав поразки. 

### Перша світова війна
Коли Америка вступила в Першу світову війну в 1917 році, Нібур був невідомим пастором невеликої німецькомовної громади в Детройті (він перестав використовувати німецьку мову з 1919 році). Всі американці німецького походження в Сполучених Штатах і Канаді зазнали нападу. Нібур неодноразово наголошував на необхідності бути вірним Америці, і завоював аудиторію в національних журналах зі зверненням до американців німецького походження бути патріотами. Теологічно він вийшов за рамки питання про національну лояльність, яку він намагався виліпити реалістичною з етичної точки зору патріотизму і пацифізму. Він прагнув виробити реалістичний підхід до моральної небезпеки, що виходить з агресивної політики держав, багато ідеалістів і пацифістів не вдалося розпізнати. Під час війни Нібур служив своїй деномінації, як виконавчий секретар Комісії соціального забезпечення військових, залишаючись при цьому пастором в Детройті. Бувши пацифістом в душі, він відчув компроміс необхідності і був готовий підтримати війну, щоб знайти мир заради праведності.

### Походження робітничого класу і класу робочої симпатії Нібура
Кілька спроб були зроблені, щоб дослідити походження симпатій Нібура з 1920-х років до роботи з питань класу праці, задокументованою в  його біографії Річардом У. Фоксом. Один переконливий приклад показує його зацікавленість до долі робітників автомобільної промисловості в Детройті. Це перший інтерес.
Після семінарії, Нібур проповідував соціальне євангеліє, а потім приступив до заручин, він зважав на незахищеність працівників Ford. Нібур був переміщений вліво і стривожений деморалізуючим ефектом індустріалізму на працівниках. Він став затятим критиком Генрі Форда і дозволив організаторам профспілок використовувати свою трибуну, щоб викласти своє послання прав працівників. Нібура оточували погані умови, створені конвеєрами і нестійкі практики в галузі зайнятості.

Через його думку з приводу роботи заводу, Нібур відкинув ліберальний оптимізм. Він писав у своєму щоденнику:
"Ми пройшли через один з найбільших автомобільних заводів за день …. Ливарня мене зацікавила особливо. Моє серце було приголомшене. Чоловіки здавалися втомленими. Тут ручна праця є рутиною і праця, як рабство. Чоловіки не можуть знайти задоволення у своїй роботі. Вони просто працюють, щоб заробити на життя. Їхній піт і тупий біль є частиною ціни, виплаченої за прекрасні автомобілів, які ми всі використовуємо. І більшість з нас запускає машини, не знаючи, яка ціна платиться за них …. Ми всі відповідальні. Ми всі хочемо речі, які виробляються заводами, і ніхто з нас не є досить чуйним, щоб піклуватися, скільки людських цінностей в сучасних заводських витратах."
У Нібура з'явилось серйозне прагнення до розробки марксизму після того, як він переїхав в Нью-Йорк в 1928 році.
У 1923 році Нібур відвідав Європу, щоб зустрітися з інтелектуалами і богословами. Умови, які він бачив у Німеччині під час французької окупації, стривожили його. Вони посилили пацифістські погляди, які він прийняв у 1920-х роках після першої світової війни.

### 1930-ті роки: Нью-Йорк
У 1928 році Нібур покинув Детройт, щоб стати професором практичної теології Об'єднаної Духовної Семінарії в Нью-Йорку. Він жив залишок своєї кар'єри там до виходу на пенсію в 1960 р. У той час, коли викладав теологію в Об'єднаній Духовній Семінарії, Нібур був під впливом багатьох поколінь антигітлерівських студентів і мислителів, в тому числі німецького міністра Дітріха Бонхоеффера, сповідуючого церкви.
Братство Соціалістичних Християн було організовано на початку 1930-х років. Пізніше він змінив свою назву на Frontier Fellowship. Основні прихильники Братства в перші дні були Едуард Хейманн, Шервуд Едді, Пауль Тілліх і Роуз Терлін. На початках група вважала, що капіталістичний індивідуалізм несумісний з християнською етикою. Хоча це і не комуністична спілка, але група визнала соціальну філософію Карла Маркса. Нібур був одним з групи, що складалась з 51 видатного американця, які утворили Міжнародну асоціацію допомоги (IRA), яка сьогодні відома як Міжнародний комітет порятунку (МКС).Місія комітету полягала в наданні допомоги німців, які страждають від політики гітлерівського режиму.

### Нібур і Дьюї
У 1930-і роки Нібура часто розглядають як інтелектуального противника Джона Дьюї. Обидва чоловіка були професійними полемістами і їх ідеї часто стикалися, хоча вони сприяли розвитку ліберальних інтелектуальних шкіл. Нібур був сильним прихильником Єрусалимської релігійної традиції, як коректив до світської афанської традиції на якій наполягав Дьюї. У книзі «Моралі люди і аморальне суспільство» (1932), Нібур піддав різкій критиці філософію Дьюї, хоча його власні ідеї все ще були інтелектуально незавершеними. Два роки по тому, в рецензії на книгу Дьюї «Загальна віра» (1934), Нібур був спокійний і шанобливий по відношенню до «релігійної виноски» Дьюї, та його тоді великий обсяг навчальної та прагматичної філософії. 

## Філософія та теологія
Довгостроковий вплив Нібура на політичну філософію містить як використання ресурсів богослов'я, політичний реалізм, так і його внесок в сучасне мислення. Його робота також справила значний вплив на теорію міжнародних відносин, що призвело багатьох вчених відійти від ідеалізму і прийняти реалізм. Велика кількість  політологів, політичних істориків і теологів, відзначили його вплив на їх мислення. Крім вчених, численних політиків і діячів, Нібур мав вплив на думки таких людей як колишні президенти США Барак Обама, Джиммі Картер,, також, Томас Едісон, Мартін Лютер Кінг , Гілларі Клінтон, Губерт Гамфрі, Дін Ачесон, Джеймс Комі, Мадлен Олбрайт і Джон Маккейн. В останні роки спостерігається підвищений інтерес до роботи Нібура, можливо саме через захоплення Обами його ідеями. У 2017 році, PBS випустила документальний фільм про Нібура під назвою «Американська совість: Історія Рейнгольда Нібура».
Основним внеском Нібура до теології був його «християнський реалізм». Він суперечив оптимістичному погляду на вроджену людську доброту і природну здатність людей слідувати законам Бога в кожному аспекті життя, який перетворить життя всюди для Бога, що включало в себе соціальне Євангеліє. Фундаментальною проблемою для Р. Нібура у соціальному Євангелії було те, що Воно вимагає, щоб люди поводились добре і раціонально, що неможливо в суспільстві. Через реалістичне уявлення про християнське життя, християни зображались як люди, які потребували Бога всюди, створюючи тим самим філософію, яку людство могло охопити.
У християнському реалізмі, у людини є те, що Нібур назвав «невизначені можливості». Людина може досягти багато чого, тому що Бог живий в людині, хоча він не має повне панування над життям людини. З Божої присутності, робота Бога може бути зробленою, і великі справи для Нього будуть досягнуті. Бачення є невід'ємною частиною християнського реалізму, як християнин, далекоглядний на самому базовому рівні є реалістом. Рейнхольд усвідомив свою роботу так, що служіння Богу є нескінченним.
У проповідях зими 1940-41 рр. в розпал запеклих національних дебатів між ізоляціоністами та інтервенціоністами він стверджував, що людина є гріховною по своїй природі. Вона не завжди діє з добрими намірами. Але навіть грішна людина мав обов'язок діяти проти зла в світі. Наші гріхи не можуть виправдати наше становище в стороні від європейської боротьби.
Цей акцент на гріхах вразив покоління початку ХХ ст., виховане на оптимістичних переконаннях людини, її невинності і прагнення до самовдосконалення. Ніщо не підготувало людство до А. Гітлера і Й. Сталіна, Голокосту, концтаборів Освенциму і ГУЛАГу. Людська природа, мабуть, є схильною до зіпсованості. Р. Нібур змусив задуматися всіх про природу і долю людини. Він показав, що призначена влада є більш схильною до спокус корисливості, самообману і самовдоволення." Влада повинна бути збалансованою владою ".
Він переконав багатьох, що ідея первородного гріха забезпечує міцнішу основу для свободи і самоврядування, ніж ілюзії про людське самовдосконалення.
Аналіз Р. Нібура побудований на основі християнських поглядів св. Августина і Ж. Кальвіна, але він мав особливу близькість з світських колах.
Його попередження проти утопізму, месіанства і перфекціонізму є актуальним у поєднанні й сьогодні. Його послідовники в «цьому божевільному десятилітті» пам'ятають, що ніколи не повинні забути: Ми не можемо грати роль Бога в історії, і ми повинні прагнути якомога більше, щоб досягти порядності, чіткості і справедливості в цьому неоднозначному світі.

## Рейнольд Нібур як людина
Жвавий, великодушний, позбавлений помпезності і облуди, нескінченно зацікавлений ідеями і особистостями, енергійний в захопленнях і критичних зауваженнях, наповнений практичної мудрості, і, не дивлячись на його міцне его, він підкорювався смиренності. "У мене було кілька думок і величезне бажання виразити себе, " він написав своєму другові єпископ Уїллу Скарлетту. «Я говорив і писав всюди, і тепер, коли більшість розглядає цей матеріал, дехто з них дивиться на нього косо і сприймає трохи зневажливо.»
З усіх його думок, найціннішою є: «здатність людини до справедливості робить демократію можливою, але схильність людини до несправедливості робить демократію необхідною.»

## Вибрані праці
- Leaves from the Notebook of a Tamed Cynic, Richard R. Smith pub, (1930), Westminster John Knox Press 1991 reissue: ISBN 0-664-25164-1, diary of a young minister's trials
- Moral Man and Immoral Society: A Study of Ethics and Politics, Charles Scribner's Sons (1932), Westminster John Knox Press 2002: ISBN 0-664-22474-1;
- Interpretation of Christian Ethics, Harper & Brothers (1935)
- Beyond Tragedy: Essays on the Christian Interpretation of History, Charles Scribner's Sons (1937), ISBN 0-684-71853-7
- Christianity and Power Politics, Charles Scribner's Sons (1940)
- The Nature and Destiny of Man: A Christian Interpretation, Charles Scribner's Sons (1943), from his 1939 Gifford Lectures, Volume one: Human Nature, Volume two: Human Destiny. Reprint editions include: Prentice Hall vol. 1: ISBN 0-02-387510-0, Westminster John Knox Press 1996 set of 2 vols: ISBN 0-664-25709-7
- The Children of Light and the Children of Darkness, Charles Scribner's Sons (1944), Prentice Hall 1974 edition: ISBN 0-02-387530-5, Macmillan 1985 edition: ISBN 0-684-15027-1, 2011 reprint from the University of Chicago Press, with a new introduction by Gary Dorrien: ISBN 978-0-226-58400-3
- Faith and History (1949) ISBN 0-684-15318-1
- The Irony of American History, Charles Scribner's Sons (1952), 1985 reprint: ISBN 0-684-71855-3, Simon and Schuster: ISBN 0-684-15122-7, 2008 reprint from the University of Chicago Press, with a new introduction by Andrew J. Bacevich: ISBN 978-0-226-58398-3, read an excerpt [Архівовано 11 червня 2010 у Wayback Machine.]
- Christian Realism and Political Problems (1953) ISBN 0-678-02757-9
- The Self and the Dramas of History, Charles Scribner's Sons (1955), University Press of America, 1988 edition: ISBN 0-8191-6690-1
- Love and Justice: Selections from the Shorter Writings of Reinhold Niebuhr, ed. D. B. Robertson (1957), Westminster John Knox Press 1992 reprint, ISBN 0-664-25322-9
- Pious and Secular America (1958) ISBN 0-678-02756-0
- Reinhold Niebuhr on Politics: His Political Philosophy and Its Application to Our Age as Expressed in His Writings ed. by Harry R. Davis and Robert C. Good. (1960) online edition [Архівовано 24 липня 2009 у Wayback Machine.]
- A Nation So Conceived: Reflections on the History of America From Its Early Visions to its Present Power with Alan Heimert, Charles Scribner's Sons (1963)
- The Structure of Nations and Empires (1959) ISBN 0-678-02755-2
- Niebuhr, Reinhold. The Essential Reinhold Niebuhr: Selected Essays and Addresses ed. by Robert McAffee Brown (1986). 264 pp. Yale University Press, ISBN 0-300-04001-6
- Remembering Reinhold Niebuhr. Letters of Reinhold & Ursula M. Niebuhr, ed. by Ursula Niebuhr (1991) Harper, 0060662344